# PZ del Telescopi
PZ del Telescopi (PZ Telescopii) és un estel en la constel·lació del Telescopi situat uns 2º al nord de Κappa del Telescopi. De magnitud aparent +8,41, es troba a 168 anys llum del Sistema Solar. En 2010 es va obtenir una imatge directa d'una companya subestel·lar —una nana marró—, associada a aquest estel.
Se la considera membre de l'Associació estel·lar de Beta Pictoris, grup d'estels amb un probable origen comú que es mouen de forma similar a través de l'espai. AT Microscopii i AU Microscopii són coneguts membres d'aquest grup.
Encara que en la base de dades SIMBAD, PZ del Telescopi apareix catalogat com subgegant de tipus G9IV, recents estudis el consideren un estel presecuencia principal —encara no ha arribat a la «ZAMS» o edat zero de la seqüència principal— el tipus espectral de la qual és K0Vp. La seva temperatura superficial és de 5338 ± 200 K i té una massa un 13 % major que la del Sol. El seu radi és un 23 % més gran que el radi solar i gira ràpidament sobre si mateix, sent la seva velocitat de rotació projectada de 72 ± 5 km/s, 36 vegades més alta que la del Sol. La seva metal·licitat és comparable a la solar ([Fe/H] = +0,05). És un estel molt jove l'edat — estimada per models evolutius i per girocronologia — estaria compresa entre els 22 i els 27 milions d'anys; no obstant això, per la seva pertinença a l'Associació de Beta Pictoris caldria esperar una edat inferior entorn dels 13 milions d'anys.
L'observatori espacial Spitzer ha detectat excés en la radiació infraroja emesa a 70 μm, cosa que indica que es troba envoltada per un circumestel·lar de pols. Aquest disc s'estendria des d'una distància de 35 ua respecte a l'estel fins a unes 200 ua. La temperatura del disc és d'uns 40 K i la seva massa és de només 0,3 vegades la massa de la Lluna.
PZ del Telescopi està catalogat com a variable BY Draconis amb una variació de lluentor entre magnitud +,33 i +8,63, sent el període d'oscil·lació de 0,94 dies.

## Companya subestel·lar
La companya subestel·lar de PZ del Telescopi, denominada PZ del Telescopi B, té tipus espectral M6. La seva temperatura és de 2987 ± 100 K i posseeix una massa 62 ± 9 vegades major que la de Júpiter; aquest últim valor situa a aquest objecte prop del límit superior de les nanes marrons. La seva separació respecte a PZ del Telescopi és de 16 ua.